# یواس‌اس وایومینگ (بی‌بی-۳۲)
یواس‌اس وایومینگ (بی‌بی-۳۲) (به انگلیسی: USS Wyoming (BB-32)) یک کشتی بود که طول آن ۵۶۲ فوت (۱۷۱ متر) بود. این کشتی در سال ۱۹۱۱ ساخته شد.